# Малодубенский сельский округ
Малодубенский сельский округ — упразднённая административно-территориальная единица, существовавшая на территории Орехово-Зуевского района Московской области в 1994—2006 годах.
Малодубенский сельсовет был образован в первые годы советской власти. По данным 1921 года он входил в состав Покровской волости Орехово-Зуевского уезда Московской губернии.
В начале 1925 года Малодубенский с/с был упразднён, а его территория включена в Большедубенский сельсовет, но уже 4 ноября 1925 года он был восстановлен.
В 1926 году Малодубенский с/с включал деревню Малая Дубна и дачу Прокурово.
В 1929 году Малодубенский сельсовет вошёл в состав Орехово-Зуевского района Орехово-Зуевского округа Московской области. При этом к нему был присоединён Поточинский с/с.
17 июля 1939 года к Малодубенскому с/с был присоединён Тепёрковский сельсовет (селение Тепёрки).
14 июня 1954 года к Малодубенскому с/с был присоединён Ожерелковский сельсовет.
1 февраля 1963 года Орехово-Зуевский район был упразднён и Малодубенский с/с вошёл в Орехово-Зуевский сельский район. 11 января 1965 года Малодубенский с/с был возвращён в восстановленный Орехово-Зуевский район.
3 февраля 1994 года Малодубенский с/с был преобразован в Малодубенский сельский округ.
7 октября 2002 года в Малодубенском с/о посёлок отделения № 1 Малодубенской птицефабрики был переименован в Пригородный.
В ходе муниципальной реформы 2004—2005 годов Малодубенский сельский округ прекратил своё существование как муниципальная единица. При этом все его населённые пункты были переданы в Сельское поселение Малодубенское.
29 ноября 2006 года Малодубенский сельский округ исключён из учётных данных административно-территориальных и территориальных единиц Московской области.